# Asthenotricha deficiens
Asthenotricha deficiens är en fjärilsart som beskrevs av Claude Herbulot 1954. Asthenotricha deficiens ingår i släktet Asthenotricha och familjen mätare. Inga underarter finns listade i Catalogue of Life.